# Juegos Panamericanos de 2007
Los XV Juegos Panamericanos se llevaron a cabo en Río de Janeiro, Brasil entre el 12 y el 29 de julio de 2007. Fue la segunda vez que Brasil organizó estos juegos. La anterior edición en Brasil fueron los Juegos Panamericanos de 1963 disputados en São Paulo. El evento contó con la participación de 42 delegaciones de países de América, totalizando aproximadamente 5500 deportistas.
El evento deportivo más importante del continente sirvió como preparación a los deportistas para los Juegos Olímpicos de Pekín 2008, mientras que para Brasil, la realización de este torneo marcó una oportunidad de demostrar su nivel de organización con miras a albergar tanto la Copa Mundial de Fútbol de 2014 como los Juegos Olímpicos de 2016.

## Antecedentes y organización

### Elección de la sede
La ciudad de Río de Janeiro manifestó en 1998 al Comité Olímpico Brasileño sus intenciones de albergar los Juegos Panamericanos de 2007, pero solo cuatro años más tarde se confirmaría la candidatura al entregar el informe final a la Organización Deportiva Panamericana (ODEPA). Junto a Río de Janeiro, la ciudad estadounidense de San Antonio también presentó su candidatura, por último Cali, Colombia, presentó también su candidatura, apoyada en que esta ciudad ya realizó exitosamente una edición de estos juegos.
La elección de la sede para los XV Juegos Panamericanos fue realizada en la Asamblea General de ODEPA, el sábado 24 de agosto de 2002. Cada delegación tuvo una hora para presentar su candidatura antes de que los 42 miembros de la ODEPA participaran en una votación secreta para determinar la ciudad ganadora. Cada miembro tenía un voto a excepción de los comités organizadores de eventos anteriores que tenían doble voto, totalizando 60 votos.
| XL Asamblea General de la ODEPA 24 de agosto de 2002, Ciudad de México, México |          |
| Ciudad                                                                         | Votación |
| Río de Janeiro (BRA)                                                           | 30       |
| San Antonio (USA)                                                              | 21       |
| Cali (COL)                                                                     | 19       |

Dentro de los factores considerados en la elección de la ciudad carioca estuvo la ubicación de las sedes, ubicadas en cuatro polos dentro de la ciudad en un radio menor a 25 kilómetros, y la remodelación del Estádio Municipal João Havelange, con capacidad para 60 mil espectadores, donde se realizarían los eventos de atletismo y fútbol.

### Viaje de la antorcha
Siguiendo la tradición olímpica de la Llama Olímpica, el Comité Organizador de Río 2007 (CO-RIO) planificó el transporte de la Antorcha Panamericana a través de Brasil. La llama de la antorcha fue encendida en Teotihuacán, México, el 
4 de junio de 2007, y se trasladó en avión al aeropuerto de Porto Seguro, teniendo como primera escala la ciudad de Santa Cruz Cabrália, en Bahía.
A partir de allí, la Antorcha recorrió 42 ciudades incluyendo las capitales de los 26 estados de Brasil, Brasilia y otras ciudades de importancia histórica o cultural. Cada una de estas ciudades representó a cada uno de los países participantes en el torneo y fueron las encargadas de seleccionar a los corredores que llevarían la antorcha por un tramo de 400. Para ello fueron producidas en Estados Unidos cerca de 500 antorchas.
Tras recorrer todo Brasil, la antorcha llegó el 13 de julio a Río de Janeiro durante la ceremonia de apertura de los Juegos.

### Símbolos

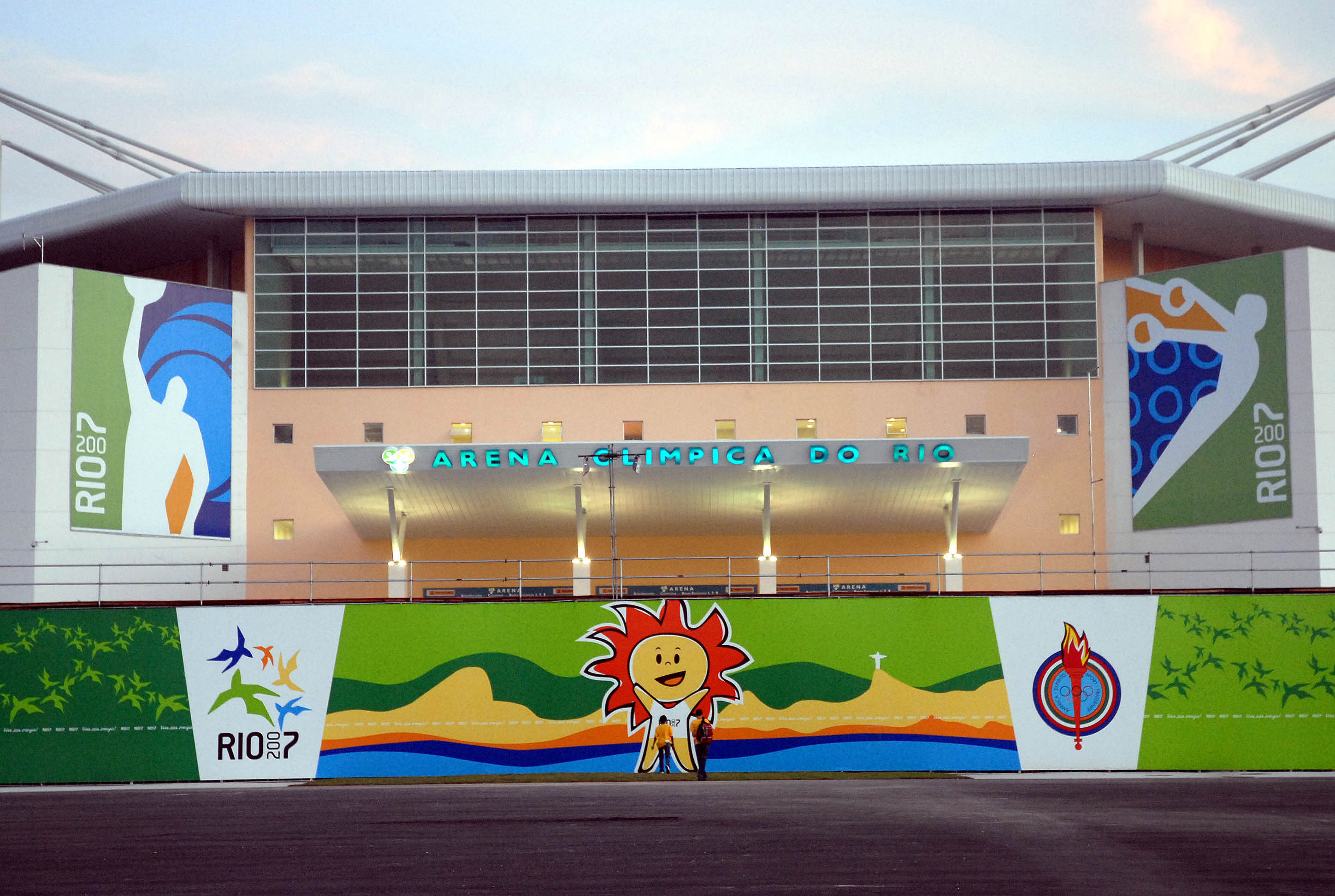
Vista de la Arena Olímpica de Río con todo el concepto gráfico asociado a los Juegos Panamericanos y, al centro, Cauê.

Para los Juegos Panamericanos, se diseñó un concepto visual que incorporara la alegría, el entusiasmo y diversas características asociadas al pueblo brasileño y al país en sí, lo que se resume en el eslogan oficial del evento, Viva esa energía.
El logotipo recrea cinco aves volando de colores, representando la vitalidad de los deportes y el ambiente de la ciudad de Río de Janeiro, bajo los cuales se encuentra la frase RIO 2007, con el número 200 colocado en sentido vertical, simulando las marcaciones de las pistas de atletismo, y dejando el siete formando el perfil de un trofeo.
En cuanto al diseño gráfico asociado a los Juegos, se utilizaron colores sólidos, principalmente verde y azul junto al anaranjado y el blanco. Con estos colores, representantes de la vegetación, el mar y las playas, se dibujaron siluetas de la geografía de la ciudad, destacando hitos como Copacabana, Ipanema, el Pan de Azúcar y el Cristo Redentor. Con estos conceptos visuales fueron diseñados los afiches promocionales y el sitio web y se decoraron las sedes de los juegos. Los 41 pictogramas de cada deporte utilizados en el evento también presentan diseños similares, con la silueta de deportistas en color blanco rodeados de los colores antes mencionados.
Finalmente, uno de los símbolos más representativos de los Juegos corresponde a la mascota del evento. Para ello, fue diseñado un dibujo antropomórfico del Sol. Luego de ser presentado a la comunidad internacional por CO-RIO, fue lanzada en internet una encuesta para elegir el nombre del alegre dibujo. Los resultados de la encuesta fueron entregados el 6 de agosto de 2006: de un total de 1.226.563 votos, Cauê obtuvo el 37,94% de las preferencias.

### Voluntarios
En julio de 2006, más de 33 000 personas se inscribieron para integrar el grupo de voluntarios que trabajaría en los Juegos Panamericanos de 2007, de los cuales 20 mil fueron seleccionadas por CO-RIO. Este proceso inició su primera etapa entre los meses de agosto y septiembre, para someter posteriormente a los postulantes a una serie de pruebas y entrenamientos. El único requisito era ser mayores de 18 años y se solicitaba tener dominio de algún idioma además del portugués, prefeerentemente inglés o español.
Los escogidos fueron divididos de acuerdo a su área de ejercicio profesional, trabajando en diversos oficios en aeropuertos, zona de acreditación, atención a espectadores, logística, servicios médicos, entre otros. Estos trabajos tienen una duración mínima de 10 días durante la realización de los Juegos y de seis horas diarias. Los voluntarios reciben uniformes, alimentación y transporte gratuito y un certificado para acreditar su participación.

## Deportes
Durante los Juegos Panamericanos de Río de Janeiro se disputaron las 28 disciplinas deportivas que estarán presente en los Juegos Olímpicos de Pekín 2008, a los cuales se sumaron algunos deportes no considerados por los Juegos Olímpicos: el bowling, esquí acuático, karate, patinaje artístico sobre ruedas, patinaje de velocidad sobre patines en línea, squash y futsal.
La siguiente lista muestra los 39 deportes participantes en los Juegos Panamericanos de 2007, donde se disputaron 331 eventos, 178 para hombres, 141 para mujeres y 12 mixtos (indicados entre paréntesis):
| - Atletismo (24/23) - Bádminton (2/2/1) - Baloncesto (1/1) - Balonmano (1/1) - Béisbol (1/0) - Bowling (2/2) - Boxeo (11/0) - Canotaje (9/3) - Ciclismo: - BMX (1/1) - Montaña (1/1) - Pista (7/3) - Ruta (2/2) - Clavados (4/4) - Equitación - Adiestramiento (0/0/2) - Concurso completo (0/0/2) - Saltos (0/0/2) - Esgrima (5/5) - Esquí acuático (4/3) - Fútbol (1/1) - Futsal (1/0) - Gimnasia - Gimnasia artística (8/6) - Gimnasia rítmica (0/8) - Trampolín (1/1) | - Halterofilia (8/7) - Hockey sobre hierba (1/1) - Judo (7/7) - Karate (6/3) - Lucha - Lucha grecorromana (7/0) - Lucha libre (7/0) - Lucha femenina (0/4) - Nado sincronizado (0/2) - Natación (17/17) - Patinaje artístico (1/1) - Patinaje de velocidad (2/2) - Pentatlón moderno (1/1) - Remo (8/5) - Sóftbol (0/1) - Squash (2/2) - Taekwondo (4/4) - Tenis (2/2) - Tenis de mesa (2/2) - Tiro con arco (2/2) - Tiro olímpico (9/6) - Triatlón (1/1) - Vela (2/2/5) - Voleibol (1/1) - Voleibol de playa (1/1) - Waterpolo (1/1) |

## Sedes

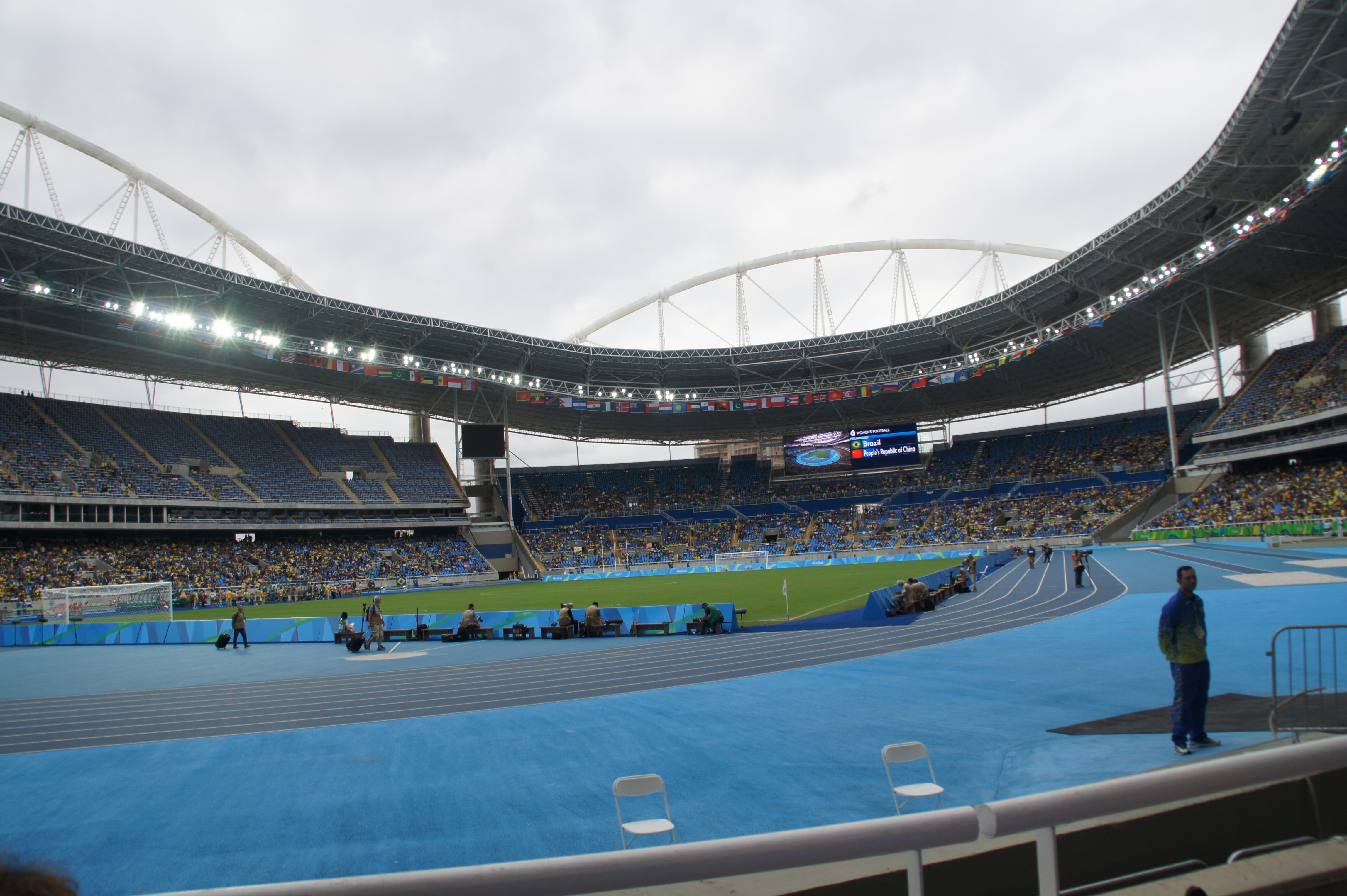
El Estadio João Havelange es la sede de los eventos de atletismo.

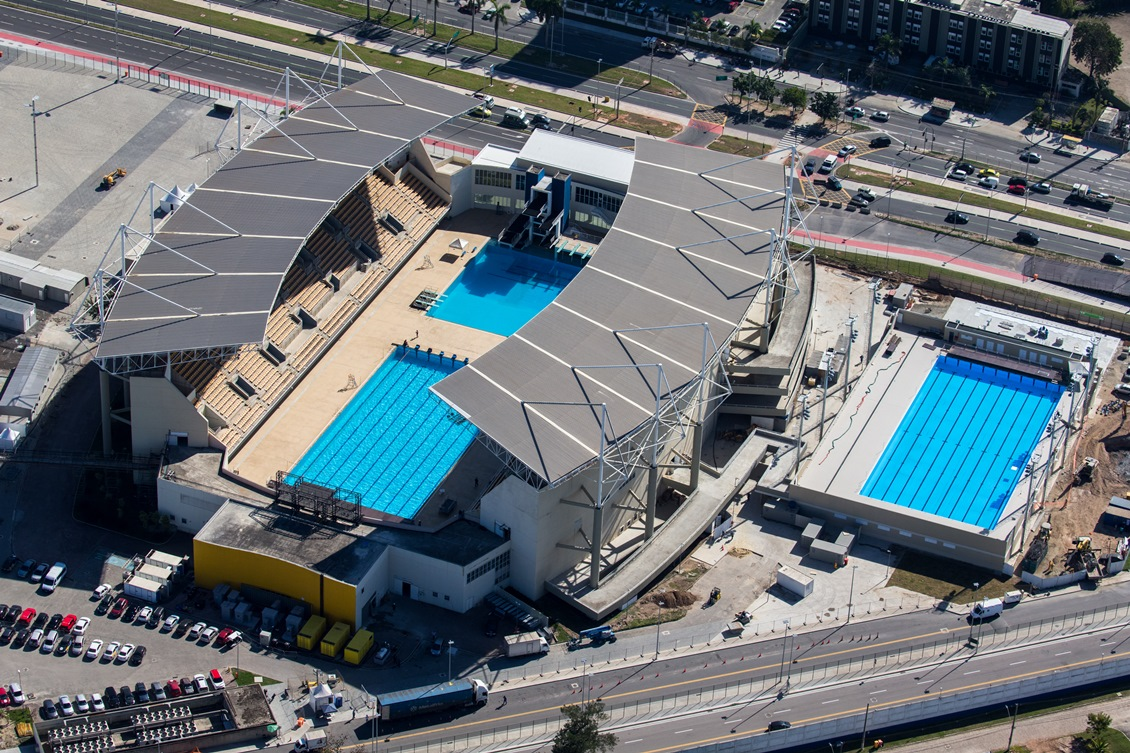
Parque Acuático María Lenk, construido para albergar los deportes acuáticos.

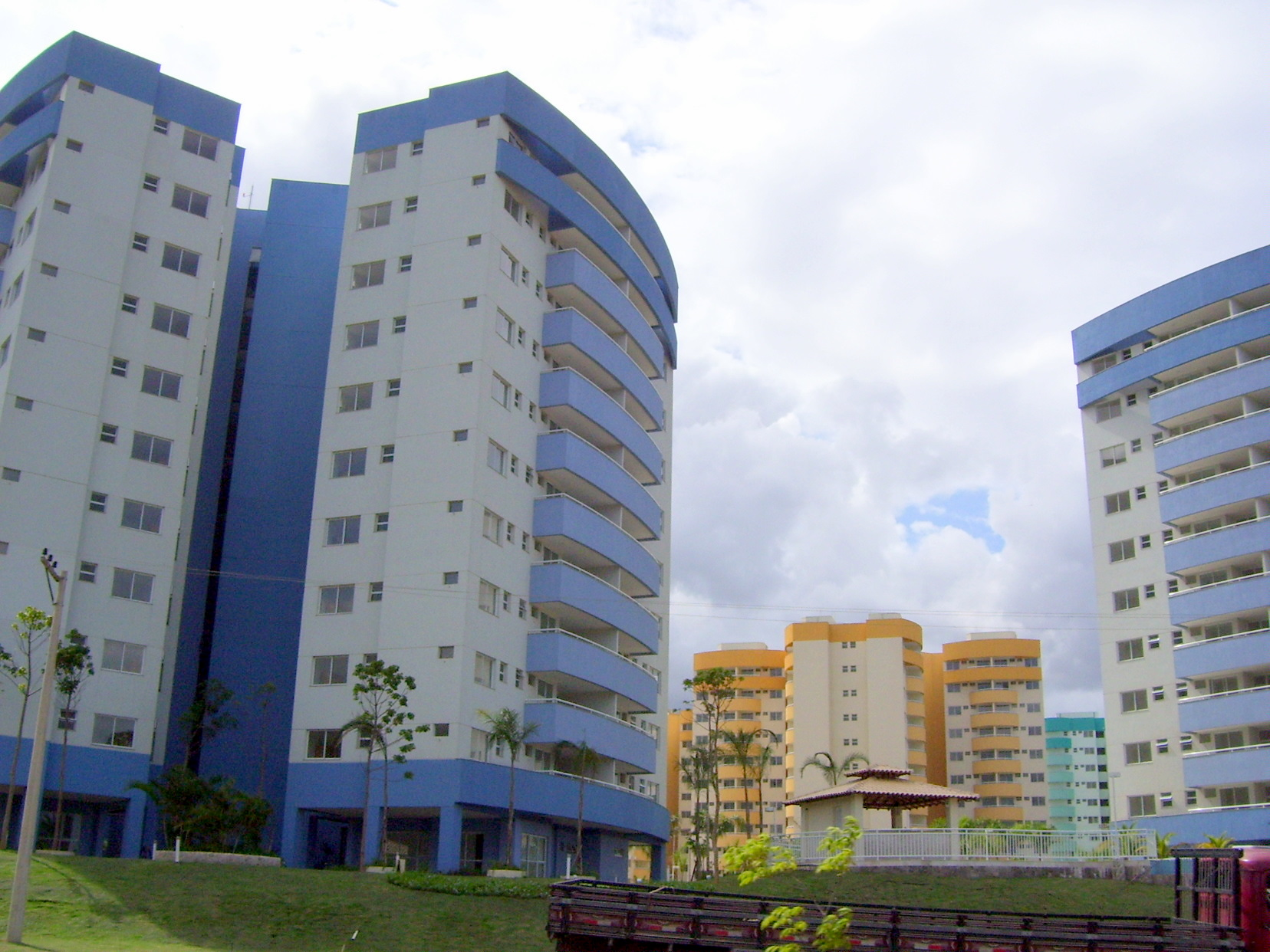
La Villa Panamerícana.

- Complejo Deportivo Ciudade dos Esportes
  - Arena Multiuso do Río: baloncesto y gimnasia artística
  - Parque Aquatico Maria Lenk: natación, clavados y nado sincronizado
  - Velódromo da Barra: ciclismo de pista y patinaje de velocidad
- Complejo Deportivo Riocentro
  - Pabellón 1: Centro internacional de transmisión (IBC)
  - Pabellón 2: boxeo y halterofilia
  - Pabellón 3A: esgrima, gimnasia rítmica y trampolín
  - Pabellón 3B: futsal y balonmano
  - Pabellón 4A: judo, lucha y taekwondo
  - Pabellón 4B: bádminton y tenis de mesa
  - Pabellón 5: Centro de prensa (MPC)
- Complejo Deportivo Cidade do Rock (campos 1 y 2): béisbol y sóftbol
- Complejo Deportivo Deodoro: equitación, hockey sobre césped, pentatlón moderno, tiro olímpico y tiro con arco.
- Complejo Deportivo Maracaná
  - Estadio Maracaná: ceremonias de apertura y clausura, fútbol
  - Gimnasio de Maracanãzinho: voleibol
  - Parque Aquático Júlio Delamare: waterpolo
- Estadio João Havelange: atletismo, fútbol
- Complejo Deportivo Miécimo da Silva: karate, patinaje artístico, squash y fútbol.
- Marapendi Country Club: tenis
- Morro do Outeiro: ciclismo de montaña y BMX
- Centro de Boliche Barra: bowling
- Centro de Futebol Zico: fútbol
- Marina da Glória: vela
- Parque do Flamengo: ciclismo de ruta, maratón y marcha atlética
- Playa de Copacabana: voleibol de playa, nado libre y triatlón
- Estádio de Remo da Lagoa: canotaje y remo
- Clube dos Caiçaras: esquí acuático
- Villa Panamericana de Río de Janeiro

## Países participantes
Para la XV versión de los Juegos Panamericanos, los 42 países participantes en la ODEPA enviaron delegaciones de deportistas.
A continuación, los países participantes junto al código COI de cada uno:
| - Antigua y Barbuda (ANT) - Antillas Neerlandesas (AHO) - Argentina (ARG) - Aruba (ARU) - Bahamas (BAH) - Barbados (BAR) - Belice (BIZ) - Bermudas (BER) - Bolivia (BOL) - Brasil (BRA) - Canadá (CAN) - Chile (CHI) - Colombia (COL) - Costa Rica (CRC) | - Cuba (CUB) - Dominica (DMA) - Ecuador (ECU) - El Salvador (ESA) - Estados Unidos (USA) - Granada (GRN) - Guatemala (GUA) - Guyana (GUY) - Haití (HAI) - Honduras (HON) - Islas Caimán (CAY) - Islas Vírgenes Británicas (IVB) - Islas Vírgenes de los Estados Unidos (ISV) - Jamaica (JAM) | - México (MEX) - Nicaragua (NCA) - Panamá (PAN) - Paraguay (PAR) - Perú (PER) - Puerto Rico (PUR) - República Dominicana (DOM) - San Cristóbal y Nieves (SKN) - San Vicente y las Granadinas (VIN) - Santa Lucía (LCA) - Surinam (SUR) - Trinidad y Tobago (TRI) - Uruguay (URU) - Venezuela (VEN) |

## Desarrollo

### Apertura

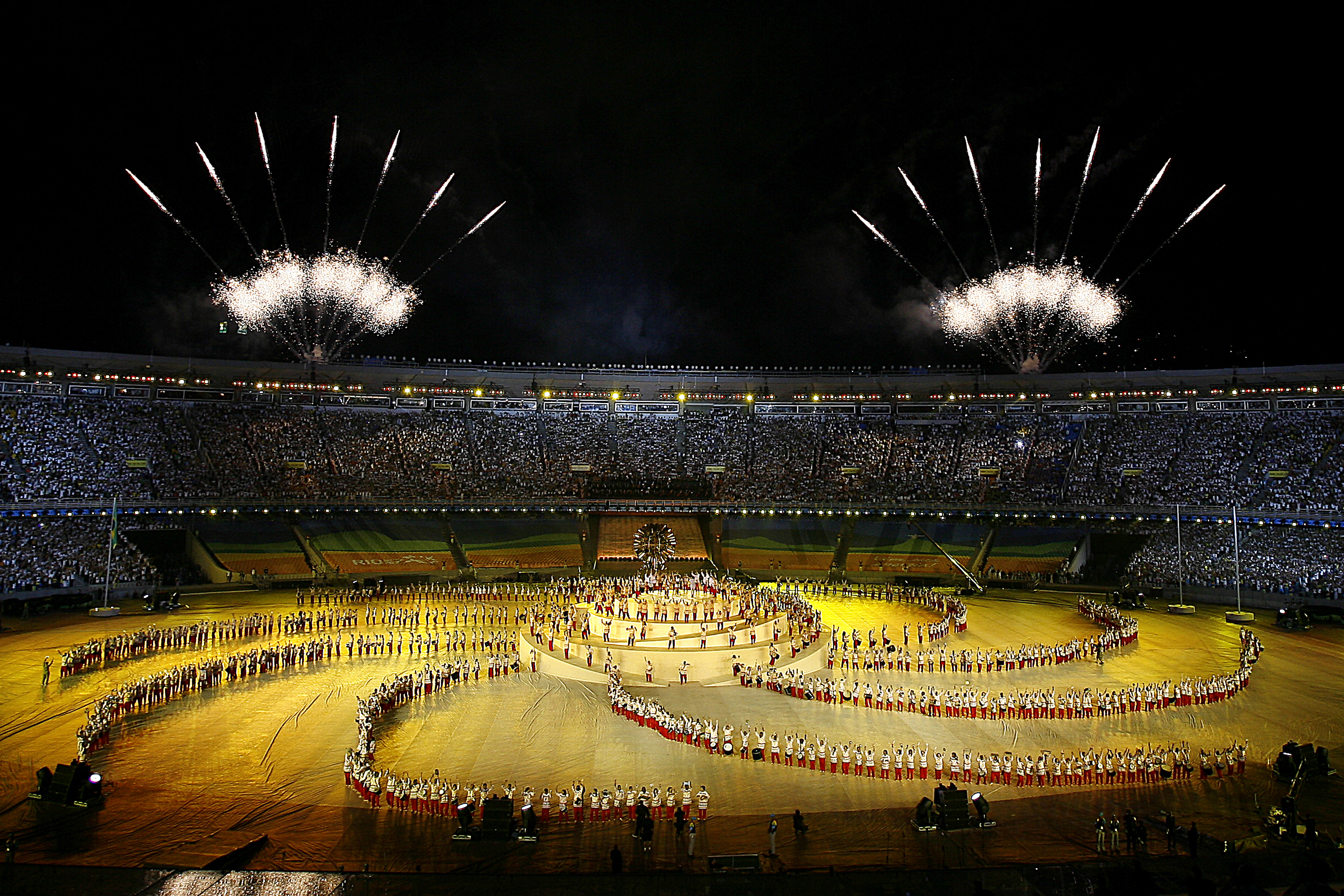
Ceremonia de apertura de los Juegos.

La ceremonia de apertura de los Juegos Panamericanos de 2007 fue realizada el 13 de julio de 2007 en el Estadio Maracaná, que contaba con cerca de 97 000 espectadores. La ceremonia tuvo un presupuesto multimillonario, con cerca de 7000 participantes dirigidos por el productor Scott Givens.
Iniciado a las 17:30 locales, el show de dos horas y media de duración. Tuvo como inspiración el lema Viva essa energia (Vive esa energía), y contó con diversas presentaciones artísticas y pirotecnia junto al tradicionales desfile de los atletas y el encendido del pebetero.
Contrario a lo planificado, los Juegos Panamericanos no fueron inaugurados por el Presidente Luiz Inácio Lula da Silva, sino por el presidente del Comité Olímpico local, Carlos Arthur Nuzman. Previamente durante la ceremonia, el presidente había sido abucheado fuertemente al mostrar su imagen por las cámaras de televisión internas o al mencionar su nombre.

### Calendario
En la siguiente tabla aparecen descritas todas las disciplinas deportivas disputadas en los Juegos Panamericanos de 2007 por día. Las celdas en azul corresponde a los días en que dicha disciplina fue disputada y las celdas en amarillo corresponde a las fechas en que se disputaron finales de eventos de esa disciplina, y el número indica la cantidad de finales disputada en esa fecha.
|                                |                                | J 12 | V 13 | S 14 | D 15 | L 16 | M 17 | M 18 | J 19 | V 20 | S 21 | D 22 | L 23 | M 24 | M 25 | J 26 | V 27 | S 28 | D 29 | T   |
| ------------------------------ | ------------------------------ | ---- | ---- | ---- | ---- | ---- | ---- | ---- | ---- | ---- | ---- | ---- | ---- | ---- | ---- | ---- | ---- | ---- | ---- | --- |
| Ceremonias                     | Ceremonias                     |      | A    |      |      |      |      |      |      |      |      |      |      |      |      |      |      |      | C    |     |
| Atletismo                      | Atletismo                      |      |      |      |      |      |      |      |      |      |      | 3    | 5    | 6    | 9    |      | 10   | 13   | 1    | 47  |
| Bádminton                      | Bádminton                      |      |      |      |      |      |      | 2    | 3    |      |      |      |      |      |      |      |      |      |      | 5   |
| Baloncesto                     | Baloncesto                     |      |      |      |      |      |      |      |      |      |      |      |      | 1    |      |      |      |      | 1    | 2   |
| Balonmano                      | Balonmano                      |      |      |      |      |      |      |      |      |      | 1    | 1    |      |      |      |      |      |      |      | 2   |
| Béisbol                        | Béisbol                        |      |      |      |      |      |      |      |      | 1    |      |      |      |      |      |      |      |      |      | 1   |
| Bowling                        | Bowling                        |      |      |      |      |      |      |      |      |      |      |      |      | 2    |      | 2    |      |      |      | 4   |
| Boxeo                          | Boxeo                          |      |      |      |      |      |      |      |      |      |      |      |      |      |      |      | 5    | 6    |      | 11  |
| Canotaje                       | Canotaje                       |      |      |      |      |      |      |      |      |      |      |      |      |      |      |      | 6    | 6    |      | 12  |
| Ciclismo (BMX)                 | Ciclismo (BMX)                 |      |      |      | 2    |      |      |      |      |      |      |      |      |      |      |      |      |      |      | 2   |
| Ciclismo (ruta)                | Ciclismo (ruta)                |      |      |      | 2    |      |      |      |      |      | 2    |      |      |      |      |      |      |      |      | 4   |
| Ciclismo (montaña)             | Ciclismo (montaña)             |      |      | 2    |      |      |      |      |      |      |      |      |      |      |      |      |      |      |      | 2   |
| Ciclismo (pista)               | Ciclismo (pista)               |      |      |      |      |      | 3    | 5    | 4    |      |      |      |      |      |      |      |      |      |      | 10  |
| Clavados                       | Clavados                       |      |      |      |      |      |      |      |      |      |      |      |      |      | 2    | 2    | 2    | 2    |      | 8   |
| Equitación (adiestramiento)    | Equitación (adiestramiento)    |      |      |      | 1    |      |      | 1    |      |      |      |      |      |      |      |      |      |      |      | 2   |
| Equitación (concurso completo) | Equitación (concurso completo) |      |      |      |      |      |      |      |      |      |      | 2    |      |      |      |      |      |      |      | 2   |
| Equitación (saltos)            | Equitación (saltos)            |      |      |      |      |      |      |      |      |      |      |      |      |      |      |      | 1    |      | 1    | 2   |
| Esgrima                        | Esgrima                        |      |      | 1    | 1    | 1    | 1    | 1    | 1    | 2    | 2    |      |      |      |      |      |      |      |      | 10  |
| Esquí acuático                 | Esquí acuático                 |      |      |      |      |      |      |      |      |      |      |      | 3    | 4    |      |      |      |      |      | 7   |
| Fútbol                         | Fútbol                         |      |      |      |      |      |      |      |      |      |      |      |      |      |      | 1    | 1    |      |      | 2   |
| Futsal                         | Futsal                         |      |      |      |      |      |      |      |      |      |      |      |      |      |      |      |      | 1    |      | 1   |
| Gimnasia (artística)           | Gimnasia (artística)           |      |      | 2    | 1    | 1    | 10   |      |      |      |      |      |      |      |      |      |      |      |      | 14  |
| Gimnasia (rítmica)             | Gimnasia (rítmica)             |      |      |      |      |      |      |      |      |      |      |      |      |      |      |      | 2    | 6    |      | 8   |
| Gimnasia (trampolín)           | Gimnasia (trampolín)           |      |      |      |      |      |      |      |      |      |      |      |      |      |      |      |      | 2    |      | 2   |
| Halterofilia                   | Halterofilia                   |      |      | 3    | 3    | 3    | 3    | 3    |      |      |      |      |      |      |      |      |      |      |      | 15  |
| Hockey sobre hierba            | Hockey sobre hierba            |      |      |      |      |      |      |      |      |      |      |      |      | 1    | 1    |      |      |      |      | 2   |
| Judo                           | Judo                           |      |      |      |      |      |      |      | 2    | 4    | 4    | 4    |      |      |      |      |      |      |      | 14  |
| Karate                         | Karate                         |      |      |      |      |      |      |      |      |      |      |      |      |      | 3    | 3    | 3    |      |      | 9   |
| Lucha (grecorromana)           | Lucha (grecorromana)           |      |      |      |      |      |      |      |      |      |      |      |      | 4    | 3    |      |      |      |      | 7   |
| Lucha (libre)                  | Lucha (libre)                  |      |      |      |      |      |      |      |      |      |      |      |      |      |      |      | 4    | 3    |      | 7   |
| Lucha (femenina)               | Lucha (femenina)               |      |      |      |      |      |      |      |      |      |      |      |      |      |      | 4    |      |      |      | 4   |
| Nado sincronizado              | Nado sincronizado              |      |      |      |      |      |      |      |      |      |      |      |      |      |      |      | 1    | 1    |      | 2   |
| Natación                       | Natación                       |      |      | 2    |      |      | 4    | 7    | 4    | 6    | 4    | 7    |      |      |      |      |      |      |      | 34  |
| Patinaje artístico             | Patinaje artístico             |      |      |      |      |      |      |      |      |      |      | 2    |      |      |      |      |      |      |      | 2   |
| Patinaje de Velocidad          | Patinaje de Velocidad          |      |      |      |      |      |      |      |      |      |      |      |      |      | 4    |      |      |      |      | 4   |
| Pentatlón moderno              | Pentatlón moderno              |      |      |      |      |      |      |      |      |      |      |      | 1    | 1    |      |      |      |      |      | 2   |
| Remo                           | Remo                           |      |      |      |      |      | 5    | 4    | 4    |      |      |      |      |      |      |      |      |      |      | 13  |
| Sóftbol                        | Sóftbol                        |      |      |      |      |      |      |      |      |      |      |      |      |      |      |      |      | 1    |      | 1   |
| Squash                         | Squash                         |      |      |      |      | 2    |      |      | 2    |      |      |      |      |      |      |      |      |      |      | 4   |
| Taekwondo                      | Taekwondo                      |      |      | 2    | 2    | 2    | 2    |      |      |      |      |      |      |      |      |      |      |      |      | 8   |
| Tenis                          | Tenis                          |      |      |      |      |      |      |      |      |      |      | 2    |      |      |      |      |      |      | 2    | 4   |
| Tenis de mesa                  | Tenis de mesa                  |      |      |      |      |      |      |      |      |      |      |      |      | 1    | 1    |      | 1    | 1    |      | 4   |
| Tiro con arco                  | Tiro con arco                  |      |      |      |      |      |      |      |      |      |      |      |      |      |      | 1    | 1    | 2    |      | 4   |
| Tiro olímpico                  | Tiro olímpico                  |      |      |      | 3    | 3    | 3    | 1    | 3    |      | 2    |      |      |      |      |      |      |      |      | 15  |
| Triatlón                       | Triatlón                       |      |      |      | 2    |      |      |      |      |      |      |      |      |      |      |      |      |      |      | 2   |
| Vela                           | Vela                           |      |      |      |      |      |      |      |      |      |      |      |      |      |      |      |      | 9    |      | 9   |
| Voleibol                       | Voleibol                       |      |      |      |      |      |      |      | 1    |      |      |      |      |      |      |      |      | 1    |      | 2   |
| Voleibol de playa              | Voleibol de playa              |      |      |      |      |      |      |      | 1    |      |      |      |      |      |      |      |      | 1    |      | 2   |
| Waterpolo                      | Waterpolo                      |      |      |      |      |      |      |      |      | 1    |      |      |      |      |      | 1    |      |      |      | 2   |
| Total                          | Total                          |      |      | 12   | 17   | 12   | 29   | 24   | 26   | 12   | 15   | 21   | 9    | 20   | 23   | 13   | 37   | 55   | 4    | 330 |
|                                |                                | J 12 | V 13 | S 14 | D 15 | L 16 | M 17 | M 18 | J 19 | V 20 | S 21 | D 22 | L 23 | M 24 | M 25 | J 26 | V 27 | S 28 | D 29 | T   |

## Medallero

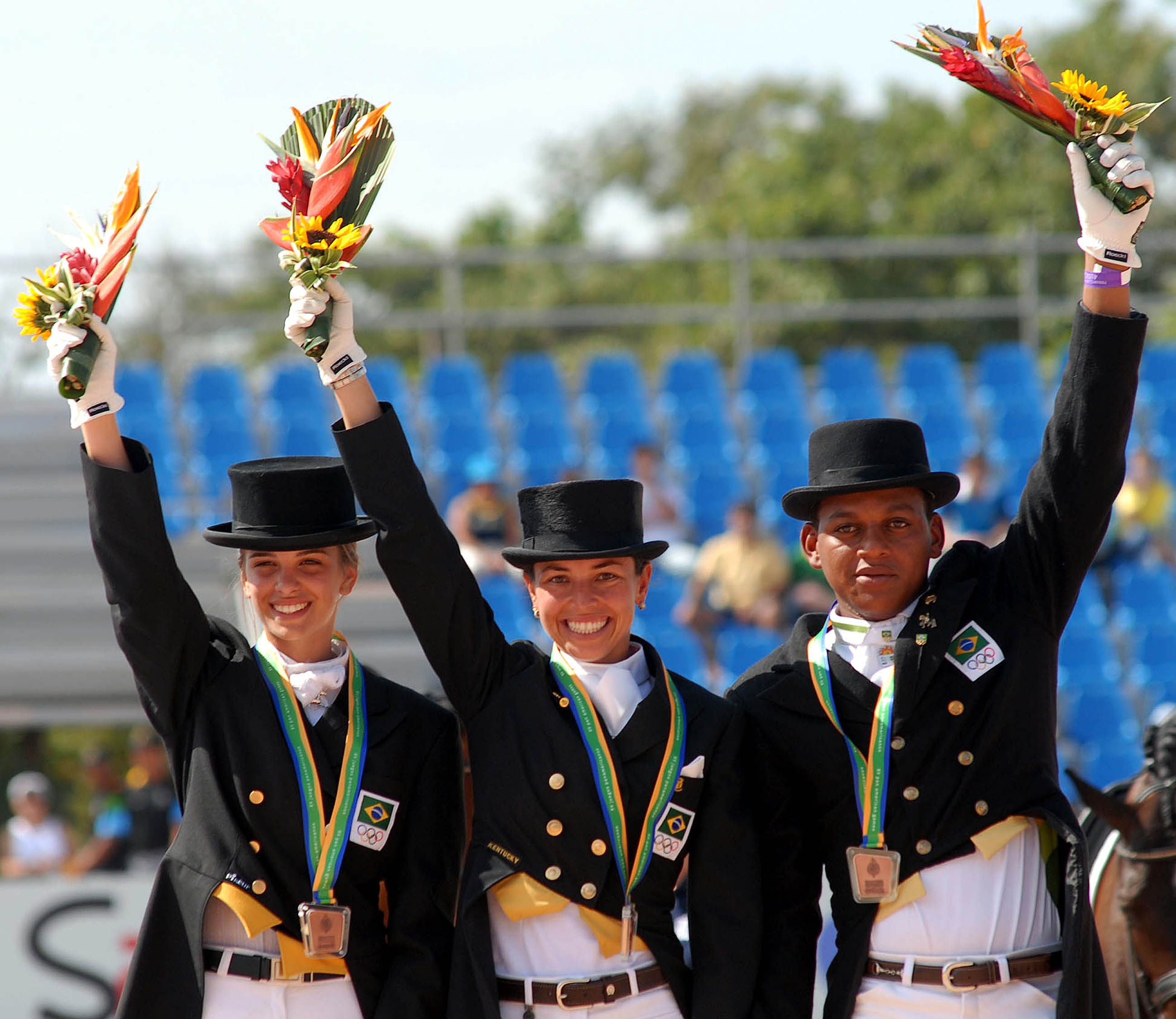
Ganadores de la medalla de oro en equitación.

País anfitrión sombreado. Ver medallero completo en Medallero de los Juegos Panamericanos de 2007.
| Pos | País                       | Oro | Plata | Bronce | Total |
| --- | -------------------------- | --- | ----- | ------ | ----- |
| 1   | Estados Unidos (USA)       | 97  | 88    | 52     | 237   |
| 2   | Cuba (CUB)                 | 59  | 35    | 41     | 135   |
| 3   | Brasil (BRA)               | 54  | 40    | 67     | 161   |
| 4   | Canadá (CAN)               | 39  | 43    | 55     | 137   |
| 5   | México (MEX)               | 18  | 24    | 31     | 73    |
| 6   | Colombia (COL)             | 14  | 21    | 13     | 48    |
| 7   | Argentina (ARG)            | 11  | 15    | 33     | 59    |
| 8   | Venezuela (VEN)            | 10  | 25    | 34     | 69    |
| 9   | República Dominicana (DOM) | 6   | 6     | 17     | 29    |
| 10  | Chile (CHI)                | 6   | 5     | 9      | 20    |